# Коліформні бактерії

Escherichia coli

Коліформні бактерії — це велика група бактерій, які знаходяться в дуже високих концентраціях у фекальній речовині теплокровних тварин. Деякі мікроорганізми можуть викликати захворювання у людей.
До них належать такі роди бактерій:
- Citrobacter
- Enterobacter
- Hafnia
- Klebsiella
- Escherichia[1]